# 加的夫国际机场站
卡迪夫国际机场/鲁斯站是英國威尔士的一个火车站，位于卡迪夫机场和威尔士东南部的鲁斯村之间。虽然地理位置距离机场很近，但是乘客步行至航站楼需要花费将近一小时时间，因此有专用的穿梭巴士往返于该站与机场航站楼。
该站位于格拉摩根谷线加的夫站以西111⁄2英里（18.5）处，前后两站为巴瑞站和蘭特威特梅傑站。
该站于2005年6月12日开通。由威尔士交通局运营，作为山谷线网络的组成线路。

## 服务
每周一到周六，西行至布理真德站和东行经过加帝夫中央站、卡迪夫皇后街站到庞特普利斯站和阿伯德尔站的列车每小时各开行一对。周日，每个方向的列车改为两小时一班，东行列车的终点站设在加的夫中央站。